# Cryptotylus cauri
Cryptotylus cauri är en tvåvingeart som beskrevs av Stone 1944. Cryptotylus cauri ingår i släktet Cryptotylus och familjen bromsar. Inga underarter finns listade i Catalogue of Life.